# 물병자리 피
물병자리 피(φ Aqr)는 천구적도 근처 물병자리 방향에 있는 항성계이다. 겉보기 등급은 4.223으로 맨눈으로 볼 수 있다. 히파르코스 위성이 수집한 시차 자료에 따르면 이 별과 우리 사이 거리는 약 220광년이다.
하나의 별처럼 보이지만 사실 물병자리 피는 분광쌍성으로 짝별의 1 공전주기는 약 2500일이다. 주성은 분광형 M1.5 III의 적색 거성이다. 주성의 대기는 태양의 39배 크기까지 부풀어 있으며, 빛을 뿜는 면적이 늘어난만큼 광도는 태양의 324배이다. 최외곽 대기의 유효 온도는 3899 켈빈으로 우리 눈에는 붉게 빛나는 것처럼 보인다.